# Arntzenius (geslacht)
Arntzenius is een geslacht afkomstig uit Wesel, Noordrijn-Westfalen (Duitsland) dat in Nederland verschillende wetenschappers, juristen en kunstenaars voortbracht. Het geslacht Arntzenius werd eind 19de eeuw opgenomen in het Stam- en Wapenboek van A.A. Vorsterman van Oijen. In de 20ste eeuw werd de familie voor het eerst in de eerste editie uit 1910 van het genealogische naslagwerk Nederland's Patriciaat opgenomen. Hierna volgden heropnames in de jaargangen 8 en 52.

## Enkele telgen
- Henricus Arntzenius (1665-1728), theoloog en letterkundige, rector van de Latijnse school in Arnhem en Utrecht
  - Joannis Arntzenius (1702-1759), hoogleraar filosofie aan de Universiteit van Franeker
    - Henricus Johannes Arntzenius 1734-1797), rechtshistoricus, rector magnificus van de Universiteit van Utrecht
      - Hermann Arntzenius (1765-1842), rechtsgeleerde en hoogleraar te Utrecht
      - Jan Otto Arntzenius (1771-1825), jurist en hoogleraar te Harderwijk

  - Otto Arntzenius (1703-1763), letterkundige, rector van de Latijnse school in Amsterdam 
    - Pieter Nicolaas Arntzenius (1745-1799), jurist en schrijver, secretaris van de Diemermeerpolder
      - Robert Hendrik Arntzenius (1777-1823), jurist en politicus
        - Pieter Nicolaas Arntzenius (1802-1857), advocaat-generaal bij de Hoge Raad der Nederlanden
          - Bruno Adriaan Arntzenius (1838-1890), majoor der artillerie van het Indisch Leger, arrondissementschoolopziener te Amsterdam
            - Floris Arntzenius (1864-1925), kunstschilder

        - Diederik Johannes Agathus Arntzenius (1806-1848), geneesheer en wetenschapper
        - Gulian Cornelis Arntzenius (1810-1861), fabrikant, lid van de Provinciale Staten van Overijssel
        - Robert Hendrik Arntzenius (1816-1889), directeur van de Billitonmaatschappij en van de Koninklijke Akademie Delft (afdeling Indische bestuursambtenaren)
          - Abraham Robert (Bram) Arntzenius (1850-1920), griffier van de Tweede Kamer
            - Paul Arntzenius (1883-1965), kunstschilder

          - Robert Hendrik Arntzenius (1863-1942), chemisch ingenieur
            - Louis Marie George Arntzenius (1898-1964), dirigent en muziekcriticus